# Folkpartiets partiledarval 1995
Folkpartiets partiledarval 1995 hölls den 4 februari 1995 på ett extrainsatt landsmöte i Sollentuna för att välja en ny partiledare för Folkpartiet. Partiet hade tre kandidater att välja mellan, Maria Leissner, Anne Wibble och valberedningens förslag Bo Könberg och för att bli vald krävdes en majoritet av mötets ombud (80 stycken).
Ingen av kandidaterna nådde det antalet i den första omgången vilket gjorde att de två med flest röster spetsades mot varandra i en avgörande andra omgång. Maria Leissner vann den andra omröstningen mot Anne Wibble med 81 mot 77 röster och blev därmed partiets första kvinnliga partiledare.

## Kandidater
Valberedningens förslag till partiledare.
| Namn           | Född                                       | Bakgrund | Tillkännagivande | Ref.   | Nomineringar | Stöd |
| -------------- | ------------------------------------------ | --- | ---------------- | ------ | ------------ | --- |
| Maria Leissner | 21 januari 1956 (39 år) Göteborg, Sverige  | Ledamot av Sveriges riksdag (1985–1991), Ordförande i Liberala Ungdomsförbundet (1983–1985).                                 | -                |        |              | Förbund: - Dalarna - Kronoberg - Jämtland - Halland - Liberala ungdomsförbundet - Gävleborg - Värmland - Västerbotten - Västernorrland Statsråd: Tidigare: - Bertil Hansson Riksdagsledamöter: Nuvarande: - Karin Pilsäter - Karl-Göran Biörsmark - Lennart Fremling - Ola Ström - Torsten Gavelin Tidigare: - Charlotte Branting - Ingrid Segerstedt Wiberg Andra politiker: - Fredrik Malmberg - Karin Karlsbro - Jan Björklund - Marita Aronsson Övriga: - Hugo Lagercrantz |
| Anne Wibble    | 13 oktober 1943 (51 år) Stockholm, Sverige | Ledamot av Sveriges riksdag (1985–), Sveriges finansminister (1991–1994).                                                    | 9 november 1994  | [ 10 ] |              | Förbund: - Folkpartiets kvinnoförbund - Skåne - Södra Älvsborg Statsråd: Tidigare: - Hadar Cars - Jan-Erik Wikström Statssekreterare: Tidigare: - Carl B. Hamilton Riksdagsledamöter: Nuvarande: - Barbro Westerholm - Eva Flyborg - Margitta Edgren - Siw Persson Tidigare: - Olle Schmidt - Ulla Orring Andra politiker: - Andreas Bergh - Andres Käärik - Lennart Rydberg - Torkild Strandberg Övriga: - Antonia Ax:son Johnson                                             |
| Bo Könberg     | 14 oktober 1945 (49 år) Stockholm, Sverige | Ledamot av Sveriges riksdag (1995–), Sveriges socialförsäkringsminister (1991–1994), Sveriges sjukvårdsminister (1991–1994). | 22 november 1994 | [ 16 ] |              | Statsråd: Tidigare: - Gabriel Romanus Statssekreterare: Tidigare: - Staffan Herrström Riksdagsledamöter: Nuvarande: - Elver Jonsson - Eva Eriksson - Kerstin Heinemann Andra politiker: - Allan Widman - Ana Maria Narti - Anders Johnson - Gunnar Hjerne - Maria Arnholm - Nils Brage Nordlander |

### Personer som inte ställde upp
- Anders Wijkman – Ledamot av Sveriges riksdag för Moderaterna (1971–1978).[20]
- Eva Eriksson – Ledamot av Sveriges riksdag (1994–).[21] (Stödde Bo Könberg).[17]
- Lars Leijonborg – Gruppledare för Folkpartiet (1991–).[21]
- Pehr G. Gyllenhammar – Styrelseordförande (1983–1993) och VD (1971–1983) för Volvo.[12]
- Peter Örn – Folkpartiets partisekreterare (1985–1994).[21]

### Opinionsundersökningar
| Opinionsinstitut | Period      | Urval | Maria Leissner | Anne Wibble | Bo Könberg | Ingen/ Annan/ Obestämd |
| ---------------- | ----------- | ----- | -------------- | ----------- | ---------- | ---------------------- |
| TT               | 2 feb 1995  | 103   | 55%            | 24%         | 20%        | -                      |
| Dagens Nyheter   | 20 jan 1995 | 132   | 55%            | 29%         | 16%        | -                      |

## Resultat
| Folkpartiets partiledarval 1995 | Folkpartiets partiledarval 1995 | Folkpartiets partiledarval 1995 | Folkpartiets partiledarval 1995 | Folkpartiets partiledarval 1995 | Folkpartiets partiledarval 1995 |
| Kandidat                        | Kandidat                        | Omgång 1                        | Omgång 1                        | Omgång 2                        | Omgång 2                        |
| Kandidat                        | Kandidat                        | Röster                          | Andel                           | Röster                          | Andel                           |
| ------------------------------- | ------------------------------- | ------------------------------- | ------------------------------- | ------------------------------- | ------------------------------- |
|                                 | Maria Leissner                  | 71                              | 44,9%                           | 81                              | 51,3%                           |
|                                 | Anne Wibble                     | 49                              | 31,0%                           | 77                              | 48,7%                           |
|                                 | Bo Könberg                      | 38                              | 24,1%                           |                                 |                                 |
| Totalt                          | Totalt                          | 158                             | 100%                            | 158                             | 100%                            |